# ベルリン条約 (1926年)
ベルリン条約（ベルリンじょうやく、ドイツ語: Berliner Vertrag、ロシア語: Берлинский договор）は、ドイツ・ヴァイマル共和国とソビエト連邦の間で1926年に締結された条約。その内容から独ソ友好中立条約とも呼ばれる。

## 概要
ヴェルサイユ体制から事実上排除されていたドイツとソビエト・ロシア政権は、1922年にラパロ条約を結んで接近した。しかし、1925年にドイツがヨーロッパ諸国とロカルノ条約を結んだことで、ドイツはヴェルサイユ体制下の集団安全保障体制に組み込まれ、翌26年3月1日には国際連盟に加盟することになった。（ソビエト連邦は、当時国際連盟に加盟していない。）
こうした状況下の1926年4月24日、ドイツ外相シュトレーゼマンと、駐独ソ連大使クレスチンスキーにより、ベルリン条約は締結された。内容は、今後5年間、締結国の一方が第三国から攻撃された場合、他方は中立をとることを定めたものであった。
また、1931年には3年間の延長を定めた議定書が締結された。